# هيبر سيتي
هيبر سيتي (يوتا) (بالإنجليزية: Heber City, Utah)‏ هي مدينة تقع في الولايات المتحدة في مقاطعة واساتش، يوتا. يقدر عدد سكانها بـ 12,260 نسمة وترتفع عن سطح البحر 1,708 متر.

## التركيبة السكانية
حدّد مكتب تعداد الولايات المتحدة بيانات التركيبة السكانية لهيبر سيتي في تعداد الولايات المتحدة. في ما يلي، التركيبة السكانية حسب تعدادي 2000 و2010.

### تعداد عام 2000
بلغ عدد سكان هيبر سيتي 7,291 نسمة بحسب تعداد عام 2000، وبلغ عدد الأسر 2,296 أسرة وعدد العائلات 1,829 عائلة مقيمة في المدينة. في حين سجلت الكثافة السكانية 313.1 نسمة لكل كيلومتر مربع (810.9/ميل2). وبلغ عدد الوحدات السكنية 2,451 وحدة بمتوسط كثافة قدره 105.2 لكل كيلومتر مربع (272.5/ميل2).
وتوزع التركيب العرقي للمدينة بنسبة 94.32% من البيض و0.05% من الأمريكيين الأفارقة و0.44% من الأمريكيين الأصليين و0.29% من الأمريكيين ذوي الأصول الآسيوية و0.07% من سكان جزر المحيط الهادئ و3.32% من الأعراق الأخرى و1.51% من عرقين مختلطين أو أكثر و7.08% من الهسبانيون أو اللاتينيون من أي عرق.
بلغ عدد الأسر 2,296 أسرة كانت نسبة 50.7% منها لديها أطفال تحت سن الثامنة عشر تعيش معهم، وبلغت نسبة الأزواج القاطنين مع بعضهم البعض 66.3% من أصل المجموع الكلي للأسر، ونسبة 9.5% من الأسر كان لديها معيلات من الإناث دون وجود شريك،  بينما كانت نسبة 3.9% من الأسر لديها معيلون من الذكور دون وجود شريكة وكانت نسبة 20.3% من غير العائلات. تألفت نسبة 15.4% من أصل جميع الأسر من عدة أفراد يعيشون في نفس المنزل ونسبة 6.4% كانت تتألف من شخص يعيش بمفرده يبلغ من العمر 65 عاماً أو أكثر. وبلغ متوسط حجم الأسرة المعيشية 3.16، أما متوسط حجم العائلات فبلغ 3.55.
بلغ العمر الوسطي للسكان 28.0 عاماً. وكانت نسبة 35.2% من القاطنين تحت سن الثامنة عشر، وكانت نسبة 10.5% بين الثامنة عشر والرابعة والعشرين عاماً، ونسبة 31.1% كانت واقعةً في الفئة العمرية ما بين الخامسة والعشرين والرابعة والأربعين عاماً، ونسبة 14.6% كانت ما بين الخامسة والأربعين والرابعة والستين، ونسبة 8.1% كانت ضمن فئة الخامسة والستين عاماً فما فوق. يوجد لكل 100 أنثى 102.4 ذكر، ويوجد لكل 100 أنثى في الثامنة عشر من عمرها فما فوق 98.1 ذكر.
بلغ متوسط دخل الأسرة في المدينة 45,394 دولارًا، أما متوسط دخل العائلة فبلغ 47,481 دولارًا. وكان متوسط دخل الذكور 33,816 دولارًا مقابل 21,524 دولارًا للإناث. وسجل دخل الفرد الخاص بالمدينة 17,358 دولارًا. وكانت نسبة 4.8% من العائلات ونسبة 6.1% من السكان تحت خط الفقر، وكان من هؤلاء نسبة 6.9% تحت سن الثامنة عشر ونسبة 1.9% في الخامسة والستين من العمر وما فوق.

### تعداد عام 2010
بلغ عدد سكان هيبر سيتي 11,362 نسمة بحسب تعداد عام 2010، وبلغ عدد الأسر 3,362 أسرة وعدد العائلات 2,668 عائلة مقيمة في المدينة. في حين سجلت الكثافة السكانية 487.8 نسمة لكل كيلومتر مربع (1,263.4/ميل2). وبلغ عدد الوحدات السكنية 3,637 وحدة بمتوسط كثافة قدره 156.2 لكل كيلومتر مربع (404.6/ميل2).
وتوزع التركيب العرقي للمدينة بنسبة 87.72% من البيض و0.41% من الأمريكيين الأفارقة و0.82% من الأمريكيين الأصليين و1.06% من الأمريكيين ذوي الأصول الآسيوية و0.12% من سكان جزر المحيط الهادئ و8.22% من الأعراق الأخرى و1.64% من عرقين مختلطين أو أكثر و18.41% من الهسبانيون أو اللاتينيون من أي عرق.
بلغ عدد الأسر 3,362 أسرة كانت نسبة 53.5% منها لديها أطفال تحت سن الثامنة عشر تعيش معهم، وبلغت نسبة الأزواج القاطنين مع بعضهم البعض 66% من أصل المجموع الكلي للأسر، ونسبة 9.4% من الأسر كان لديها معيلات من الإناث دون وجود شريك،  بينما كانت نسبة 4% من الأسر لديها معيلون من الذكور دون وجود شريكة وكانت نسبة 20.6% من غير العائلات. تألفت نسبة 15.9% من أصل جميع الأسر من عدة أفراد يعيشون في نفس المنزل ونسبة 5% كانت تتألف من شخص يعيش بمفرده يبلغ من العمر 65 عاماً أو أكثر. وبلغ متوسط حجم الأسرة المعيشية 3.35، أما متوسط حجم العائلات فبلغ 3.78.
بلغ العمر الوسطي للسكان 28.5 عاماً. وكانت نسبة 37.1% من القاطنين تحت سن الثامنة عشر، وكانت نسبة 8% بين الثامنة عشر والرابعة والعشرين عاماً، ونسبة 31% كانت واقعةً في الفئة العمرية ما بين الخامسة والعشرين والرابعة والأربعين عاماً، ونسبة 17.5% كانت ما بين الخامسة والأربعين والرابعة والستين، ونسبة 6.3% كانت ضمن فئة الخامسة والستين عاماً فما فوق. وتوزع التركيب الجنسي للسكان بنسبة 50.6% ذكور و49.4% إناث.